# Jerame Tuman
Jerame Tuman (født 24. marts 1976) er en tidligere amerikansk fodbold-spiller fra USA, der spillede for de professionelle NFL-hold Pittsburgh Steelers og Arizona Cardinals. Han spiller positionen tight end.